# Блас Перез
Блас Перез (шп. Blas Antonio Miguel Pérez Ortega; Панама сити, 13. март 1981) панамски је фудбалер.

## Каријера
Рођен 13. марта 1981. године у граду Панами. Поникао је у млађим категоријама фудбалског клуба Панаме Вијехо.
Дебитовао је у 2001. године за клуб Арабе Унидо, играо је за екипу на 36 утакмица у првенству. Након тога, од 2002. до 2008. године, играо је у клубовима Насионал, Енвихадо, Сентаурос виљависенсио, Депортиво Кали, Кукута Депортиво, Херкулес и Тигрес УАНЛ.
Од 2009. до 2011. године, био је на позајмицама у следећим клубовима: Пачука, Ал-Васл, Сан Луис, Леон и Индиос.
Екипи Даласа се придружио 2012. година. Играо је за екипу из Даласа у наредне четири сезоне своје каријере. Највећи део времена проведеног у Даласу био је стандардни првотимац. Био је био један од најбољих стрелаца у тиму.
Године 2016. је играо за Ванкувер вајткапсе. Од тада је успео да игра за тим из Ванкувера на 9 утакмица у националном првенству. Од 2017. игра за фудбалски клуб Мунисипал из Гватемале.

## Репрезентација
У 2001. години дебитовао је на званичним утакмицама за сениорску репрезентацију Панаме. Перез је заједно са Луисом Техадом најбољи стрелац Панаме у историји са 43 постигнутих голова.
Панама је успела први пут да избори директан пласман на Светско првенство 2018, победом над Костариком од 2:1.
Био је уврштен у састав Панаме на Светском првенству у Русији 2018. године.

## Трофеји

### Депортиво Кали
- Категорија Примера А : 2005.

### Кукута Депортиво
- Категорија Примера А : 2006.

## Голови за репрезентацију
Голови Переза у дресу са државним грбом
| #   | Датум               | Место          | Противник        | Гол | Резултат | Такмичење                                |
| --- | ------------------- | -------------- | ---------------- | --- | -------- | ---------------------------------------- |
| 1.  | 24. април 2001.     | Панама         | Хаити            | 1:0 | 2:0      | Пријатељска                              |
| 2.  | 6. септембар 2006.  | Гватемала      | Гватемала        | 2:0 | 2:1      | Пријатељска                              |
| 3.  | 8. јун 2007.        | Ист Радерфорд  | Хондурас         | 2:1 | 3:2      | КОНКАКАФ златни куп 2007.                |
| 4.  | 10. јун 2007.       | Ист Радерфорд  | Куба             | 2:1 | 2:2      | КОНКАКАФ златни куп 2007.                |
| 5.  | 16. јун 2007.       | Фоксборо       | Сједињене Државе | 1:2 | 1:2      | КОНКАКАФ златни куп 2007.                |
| 6.  | 31. март 2009.      | Ла-Чорера      | Хаити            | 2:0 | 4:0      | Пријатељска                              |
| 7.  | 31. март 2009.      | Ла-Чорера      | Хаити            | 3:0 | 4:0      | Пријатељска                              |
| 8.  | 31. март 2009.      | Ла-Чорера      | Хаити            | 4:0 | 4:0      | Пријатељска                              |
| 9.  | 7. јун 2009.        | Кингстон       | Јамајка          | 1:0 | 2:3      | Пријатељска                              |
| 10. | 9. јул 2009.        | Хјустон        | Мексико          | 1:1 | 1:1      | КОНКАКАФ златни куп 2009.                |
| 11. | 12. јул 2009.       | Глендејл       | Никарагва        | 1:0 | 4:0      | КОНКАКАФ златни куп 2009.                |
| 12. | 18. јул 2009.       | Филаделфија    | Сједињене Државе | 1:0 | 1:2      | КОНКАКАФ златни куп 2009.                |
| 13. | 3. март 2010.       | Маракаибо      | Венецуела        | 2:0 | 2:1      | Пријатељска                              |
| 14. | 11. август 2010.    | Панама         | Венецуела        | 2:1 | 3:1      | Пријатељска                              |
| 15. | 8. октобар 2010.    | Панама         | Салвадор         | 1:0 | 1:0      | Пријатељска                              |
| 16. | 21. јануар 2011.    | Панама         | Костарика        | 1:1 | 1:1      | Централноамерички куп 2011.              |
| 17. | 7. јун 2011.        | Детроит        | Гваделуп         | 1:0 | 3:2      | КОНКАКАФ златни куп 2011.                |
| 18. | 6. септембар 2011.  | Манагва        | Никарагва        | 2:1 | 2:1      | Квалификације за Светско првенство 2014. |
| 19. | 7. октобар 2011.    | Розо           | Доминика         | 3:0 | 5:0      | Квалификације за Светско првенство 2014. |
| 20. | 11. октобар 2011.   | Панама         | Никарагва        | 1:0 | 5:1      | Квалификације за Светско првенство 2014. |
| 21. | 11. октобар 2011.   | Панама         | Никарагва        | 2:0 | 5:1      | Квалификације за Светско првенство 2014. |
| 22. | 11. октобар 2011.   | Панама         | Никарагва        | 5:0 | 5:1      | Квалификације за Светско првенство 2014. |
| 23. | 11. новембар 2011.  | Панама         | Костарика        | 1:0 | 2:0      | Пријатељска                              |
| 24. | 15. новембар 2011.  | Панама         | Доминика         | 3:0 | 3:0      | Квалификације за Светско првенство 2014. |
| 25. | 1. јун 2012.        | Панама         | Јамајка          | 1:0 | 2:1      | Пријатељска                              |
| 26. | 8. јун 2012.        | Сан Педро Сула | Хондурас         | 1:0 | 2:0      | Квалификације за Светско првенство 2014. |
| 27. | 8. јун 2012.        | Сан Педро Сула | Хондурас         | 2:0 | 2:0      | Квалификације за Светско првенство 2014. |
| 28. | 11. септембар 2012. | Панама         | Канада           | 2:0 | 2:0      | Квалификације за Светско првенство 2014. |
| 29. | 13. јануар 2013.    | Панама         | Гватемала        | 2:0 | 2:0      | Пријатељска                              |
| 30. | 25. јануар 2013.    | Сан Хосе       | Гватемала        | 1:0 | 3:1      | Централноамерички куп 2013.              |
| 31. | 26. март 2013.      | Панама         | Хондурас         | 2:0 | 2:0      | Квалификације за Светско првенство 2014. |
| 32. | 20. јул 2013.       | Атланта        | Куба             | 4:1 | 6:1      | КОНКАКАФ златни куп 2013.                |
| 33. | 20. јул 2013.       | Атланта        | Куба             | 6:1 | 6:1      | КОНКАКАФ златни куп 2013.                |
| 34. | 24. јул 2013.       | Арлингтон      | Мексико          | 1:0 | 2:1      | КОНКАКАФ златни куп 2013.                |
| 35. | 7. септембар 2014.  | Далас          | Костарика        | 1:0 | 2:2      | Централноамерички куп 2014.              |
| 36. | 10. септембар 2014. | Хјустон        | Никарагва        | 1:0 | 2:0      | Централноамерички куп 2014.              |
| 37. | 31. март 2015.      | Панама         | Костарика        | 1:0 | 2:1      | Пријатељска                              |
| 38. | 13. јул 2015.       | Канзас Сити    | Сједињене Државе | 1:0 | 1:1      | КОНКАКАФ златни куп 2015.                |
| 39. | 8. јануар 2016.     | Панама         | Куба             | 4:0 | 4:0      | Квалификације за Копа Америка Сентенарио |
| 40. | 6. јун 2016.        | Орландо        | Боливија         | 1:0 | 2:1      | Копа Америка Сентенарио                  |
| 41. | 6. јун 2016.        | Орландо        | Боливија         | 2:1 | 2:1      | Копа Америка Сентенарио                  |
| 42. | 13. јун 2017.       | Панама         | Хондурас         | 1:1 | 2:2      | Квалификације за Светско првенство 2018. |
| 43. | 10. октобар 2017.   | Панама         | Костарика        | 1:1 | 2:1      | Квалификације за Светско првенство 2018. |